# 荀士遜
荀 士遜（じゅん しそん、生年不詳 - 577年）は、北斉の文学者。本貫は広平郡。

## 経歴
学問を好み、文章の美しいことで知られた。東魏の武定末年、司州で秀才に挙げられたが、559年（北斉の天保10年）まで仕えなかった。560年（皇建元年）、馬敬徳に推薦されて主書となった。武成帝のとき、中書舎人に転じた。その文辞のために用いられたが、容貌が醜いことでも知られた。あるとき武成帝に伝奏する者が荀士遜の姓名を言わず、醜舎人と言ったところ、武成帝は「必ずや士遜だろう」と言い、封題を見たところそのとおりだったので、内廷の人で笑わない者はなかった。後主が即位すると、中書侍郎に累進した。李若らとともに『典言』を撰した。577年（承光元年）、死去した。

## 伝記資料
- 『北斉書』巻45 列伝第37
- 『北史』巻83 列伝第71